# Coppa Sabatini 2024
La Coppa Sabatini 2024 va ser la 72a edició de la Coppa Sabatini, una cursa ciclista d'un dia que es disputà el 12 de setembre de 2024 sobre un recorregut de 197,6 quilòmetres. La cursa formava part del calendari de l'UCI ProSeries 2024 amb una categoria 1.Pro.
El vencedor fou el suís Marc Hirschi (UAE Team Emirates), que s'imposà en solitari en l'arribada a Peccioli. Gregor Mühlberger (Movistar Team) i Anders Foldager (Team Jayco AlUla), segon i tercer respectivament, completaren el podi.

## Equips
L'organització convidà a 17 equips a prendre part en aquesta cursa.
| WorldTeams (6)- EF Education-EasyPost - UAE Team Emirates - Arkéa-B&B Hotels - Cofidis - Movistar Team - Team Jayco AlUla ProTeams (10)- VF Group-Bardiani CSF-Faizané - Polti Kometa - Bingoal WB - Caja Rural-Seguros RGA - Equipo Kern Pharma - Team Corratec-Vini Fantini - Burgos-BH - Tudor Pro Cycling Team - TDT-Unibet - TotalEnergies Equip continental- Work Service-Vitalcare-Dynatek |
| |

## Classificació final
| \| Classificació general \| Classificació general \| Classificació general \| Classificació general \| Classificació general \| \| Corredor \| Corredor \| Equip \| Temps \| \| \| --------------------- \| --------------------- \| -------------------------- \| --------------------- \| --------------------- \| \| 1r \| Marc Hirschi \| UAE Team Emirates \| 4h 53' 00" \| \| \| 2n \| Gregor Mühlberger \| Movistar Team \| + 28" \| \| \| 3r \| Anders Foldager \| Team Jayco AlUla \| + 28" \| \| \| 4t \| Kristian Sbaragli \| Team Corratec-Vini Fantini \| + 28" \| \| \| 5è \| Axel Huens \| TDT-Unibet \| + 33" \| \| \| 6è \| Georg Steinhauser \| EF Education-EasyPost \| + 58" \| \| \| 7è \| Michael Storer \| Tudor Pro Cycling Team \| + 1' 05" \| \| \| 8è \| Orluis Aular Sanabria \| Caja Rural-Seguros RGA \| + 1' 05" \| \| \| 9è \| Vincenzo Albanese \| Arkéa-B&B Hotels \| + 1' 12" \| \| \| 10è \| Alexander Hajek \| Red Bull-Bora-Hansgrohe \| + 1' 12" \| \| |                       |                            |            |
| |                       |                            |            |
| Font: ProCyclingStats |                       |                            |            |
| Classificació general |                       |                            |            |
| Corredor | Corredor              | Equip                      | Temps      |
| 1r | Marc Hirschi          | UAE Team Emirates          | 4h 53' 00" |
| 2n | Gregor Mühlberger     | Movistar Team              | + 28"      |
| 3r | Anders Foldager       | Team Jayco AlUla           | + 28"      |
| 4t | Kristian Sbaragli     | Team Corratec-Vini Fantini | + 28"      |
| 5è | Axel Huens            | TDT-Unibet                 | + 33"      |
| 6è | Georg Steinhauser     | EF Education-EasyPost      | + 58"      |
| 7è | Michael Storer        | Tudor Pro Cycling Team     | + 1' 05"   |
| 8è | Orluis Aular Sanabria | Caja Rural-Seguros RGA     | + 1' 05"   |
| 9è | Vincenzo Albanese     | Arkéa-B&B Hotels           | + 1' 12"   |
| 10è | Alexander Hajek       | Red Bull-Bora-Hansgrohe    | + 1' 12"   |